# All in the Family (canción)
«All in the Family» es una canción de la banda estadounidense de nu metal Korn y del vocalista de Limp Bizkit Fred Durst. Fue lanzado el 18 de julio de 1998 como el primer sencillo de su tercer álbum de estudio Follow the Leader, editado en agosto de 1998.

## Música y estructura
La canción es un duelo de rimas entre Jonathan Davis y Fred Durst, mezclando elementos de ritmos de hip-hop, guitarras de 7 cuerdas distorsionadas y el sonido de bajo característico de Fieldy. La canción comienza con Jonathan y Fred insultándose mutuamente sobre higiene, orientación sexual, raíces familiares y otras cosas. Al final, ambos dicen que realizarán actos sexuales entre sí de manera irónica, lo que de hecho le da a la canción un giro confuso. Hay referencias líricas a las canciones de cada uno, incluyendo "Counterfeit" de Limp Bizkit y "Blind", "Shoots and Ladders" y "No Place to Hide" de Korn. También se pueden escuchar partes del riff de "Blind" durante los insultos de Jon. Los actos musicales Vanilla Ice, Hanson y Winger también son utilizados como insultos junto con referencias al asedio de Waco de 1993, Buffalo Bill, Jerry Springer, Austin Powers, Raggedy Ann, Zingers, Fruity Pebbles, Funkdoobiest, la bandera confederada y la letra inicial de "Mo Money Mo Problems" de The Notorious B.I.G.

## Concepto
El cantante de Korn, Jonathan Davis, y Fred Durst pensaron que sería divertido si sacaban una canción en la que simplemente se insultaban, como en una buena pelea de patio de colegio. Este fue el resultado. Davis recordó: "Fred estaba en el estudio un día después de una grabación de Korn-TV y dijimos: 'Hagamos una canción juntos. Oye, hombre, vamos a ir y venir y a atacarnos mutuamente como en una batalla de la vieja escuela'. No sé de quién fue la idea. No recuerdo si fue mía, de Fieldy o de Fred, pero se nos ocurrió la idea y empezamos a escribir y trabajamos en ella juntos. Incluso se me ocurrieron algunas bolsas para que Fred las dijera. Todo fue en broma".
Davis y Durst a menudo se ofrecían sugerencias para las letras del otro; Una letra escrita por Durst como "tootin' on your bagpipe" fue cambiada a "fagpipes" por Davis, quien declaró "Le ayudé a golpearme mejor".
En 2015, Davis se referiría a la canción como "la canción más tonta que Korn haya hecho jamás", atribuyendo la canción al consumo excesivo de drogas y alcohol durante la producción del álbum. Davis volvería a reiterar esta declaración más tarde en 2022, describiéndola como la "peor canción de la historia". "Es horrible. Estábamos todos borrachos en el estudio y yo estaba tratando de rapear. En ese momento, nos lo estábamos pasando bien, pero ahora me avergüenzo. No tengo nada en contra de Fred, ¡simplemente apesta! ¡Estábamos borrachos como locos! No debería haber entrado en el disco". El guitarrista Head estuvo de acuerdo con los comentarios de Davis, pero añadió que a pesar de no ser su favorito también, lo clasificó como el número 8 en su top 11 de los riffs más pesados de Korn.

## Lista de canciones
| Remixes single |                                            |          |  |
| N.º            | Título                                     | Duración |  |
| 1.             | «All in the Family» (Rough Mix)            | 4:51     |  |
| 2.             | «All in the Family» (Clark World Mix)      | 4:45     |  |
| 3.             | «All in the Family» (Sowing the Beats Mix) | 4:51     |  |
| 4.             | «Beats in Peace Mix»                       | 4:15     |  |
| 5.             | «All in the Family» (Scary Bird Mix)       | 8:40     |  |

La pista 2 fue re-mezclada por DJ Clark Kent, las pistas 3 y 4 fueron remezcladas por Level X, y la pista 5 fue remezclada por Scarecrow Adams.
| Promo sencillo |                                            |          |  |
| N.º            | Título                                     | Duración |  |
| 1.             | «All in the Family» (Clark World Mix)      | 4:45     |  |
| 2.             | «All in the Family» (Sowing the Beats Mix) | 4:51     |  |